# Valle de Matamoros (Puebla)
El valle de Matamoros o valle de Izúcar es una región natural del estado de Puebla. Este valle toma su nombre de la principal población de la zona, que es la ciudad de Izúcar de Matamoros, aunque comprende parte de los territorios de Chietla, Tehuitzingo y Tepeojuma. El valle es la entrada a la Mixteca Baja Poblana, región de clima tropical seco. La altitud promedio del valle es de los 1200 m s. n. m.
En este valle se establecieron hace varios miles de años pueblos portadores de la cultura olmeca, de los que se conoce especialmente el yacimiento arqueológico conocido como Las Bocas - Caballo Pintado, en el municipio de Izúcar de Matamoros. Gracias al clima y la presencia de ríos como el Atoyac, el valle de Matamoros tiene una importante actividad agropecuaria basada en el cultivo de la caña de azúcar y la industria azucarera. En comparación con otras de la región suroeste de Puebla, el valle de Izúcar presenta más altas densidades de población y condiciones económicas más favorables.